# Isla Detaille
La Isla de Detaille es una pequeña isla ubicada en el extremo norte de la Península Arrowsmith en la Tierra de Graham, en la Antártida. Entre 1956 y 1959 aquí se instaló la "Estación W" de la Investigación Antártica Británica o Prospección Antártica Británica, pero se cerró tras finalizar el Año Geofísico Internacional. Ahora es visitada a menudo por cruceros antárticos, pero se encuentra inhabitada.
Gracias a la salida apresurada de los hombres, la Estación W es una cápsula del tiempo extrañamente preservada de la vida antártica de la década de 1950. La base estaba destinada a albergar grupos de reconocimiento de trineos tirados por perros que cruzarían el hielo marino a la cercana Península Antártica, pero el hielo era peligrosamente inestable. Cuando la Estación W fue desocupada, el intenso hielo marino impidió que el reabastecimiento del buque Biscoe se acercara a menos de 50 kilómetros (31 millas), a pesar de la asistencia de dos rompehielos estadounidenses. Entonces los hombres se vieron obligados a cerrar la base, cargar trineos con su equipo más valioso y usar transportes tirados por perros para llegar a la embarcación.

## Estación W
La Estación W se estableció en 1956 como una estación de investigación británica principalmente para levantamientos, geología y meteorología y para contribuir al Año Geofísico Internacional en 1957. Consiste en una cabaña y estructuras asociadas y dependencias, incluyendo un pequeño edificio de almacenamiento de emergencia, perrera y corrales, torre de anemómetro y dos mástiles de radio tubulares de acero. Como una estación de investigación relativamente inalterada de fines de la década de 1950, proporciona un recordatorio de la ciencia y las condiciones de vida que existían cuando se firmó el Tratado Antártico en 1959.
En 2009, la base fue designada como Monumento Histórico, siguiendo una propuesta del Reino Unido para la Reunión Consultiva del Tratado Antártico. Los artefactos que se conservan allí incluyen una lavadora Hoover con manuales de instrucciones, chaquetas, un calendario de diciembre de 1957, libros de encuestas, registros de observación astronómica, equipos de comunicación por radio, numerosos libros, docenas de latas de whisky, botellas de mayonesa Heinz y botellas vacías de ginebra y whisky.
La Isla Detaille es mantenida por la fundación británica Antarctic Heritage Trust. La organización trabaja para conservar edificios y artefactos antárticos y para promover y fomentar el interés del público en su patrimonio antártico. La ocupación normal de la Estación W era de ocho a diez personas, según un panel de información. Además del edificio principal, hay dos cabañas cercanas. Una era utilizada como una tienda de emergencia y la otra para albergar perros de transporte.

## Galería

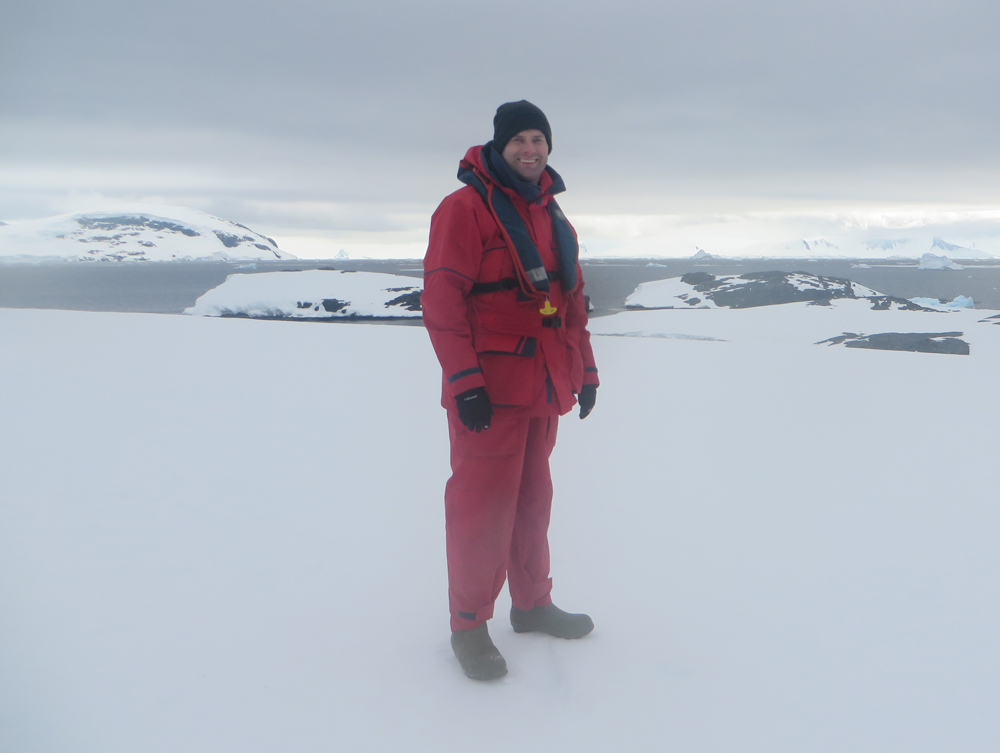
Isla Detaille
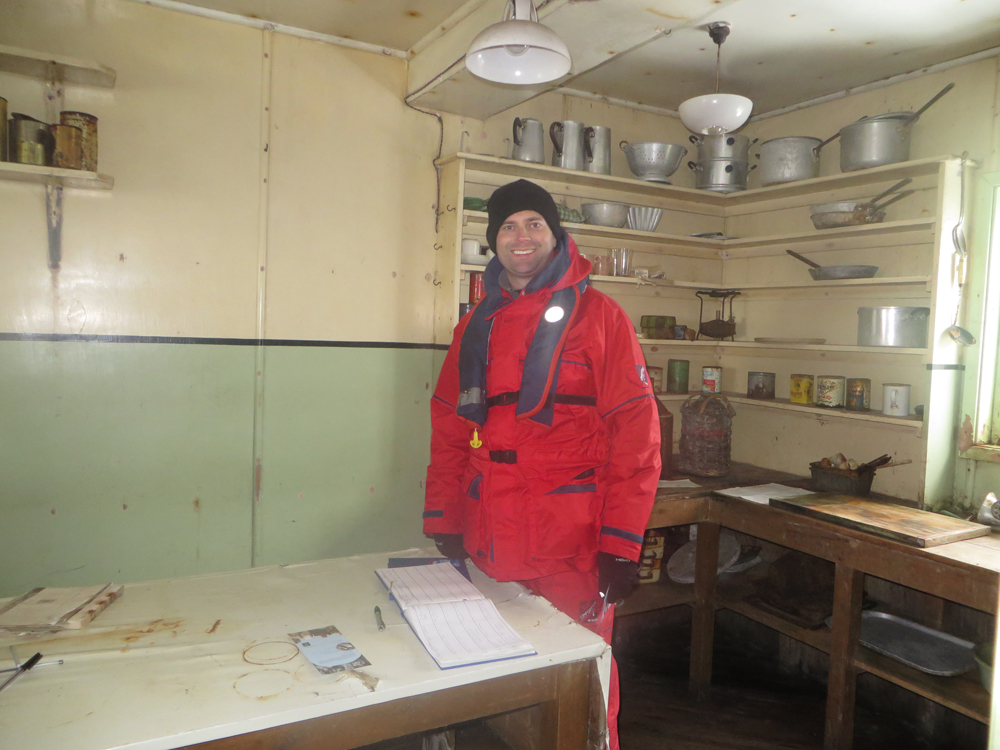
Cocina de la Estación W
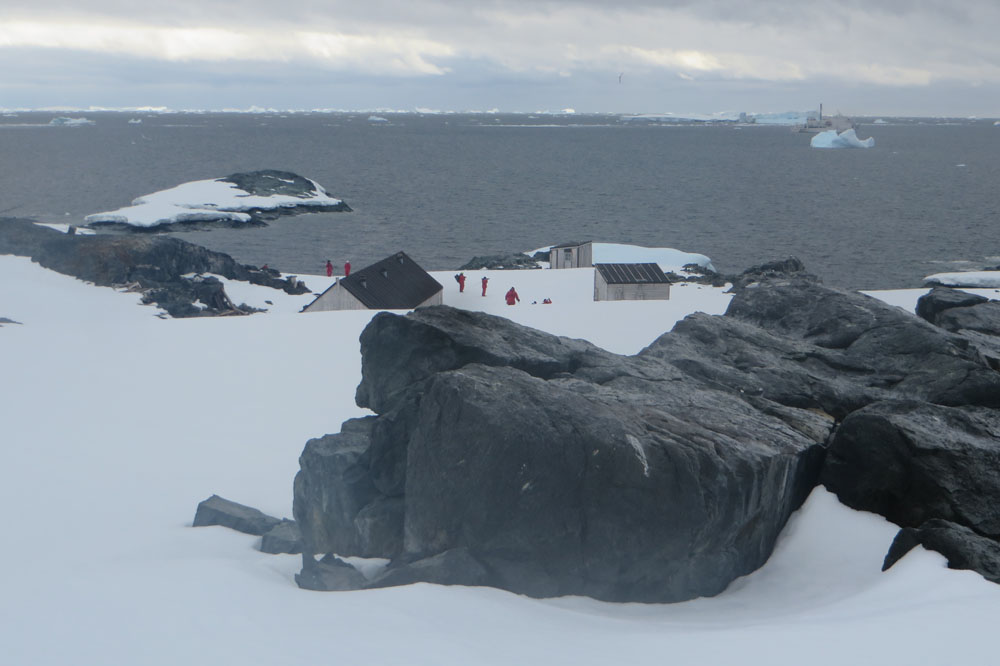
Isla Detaille
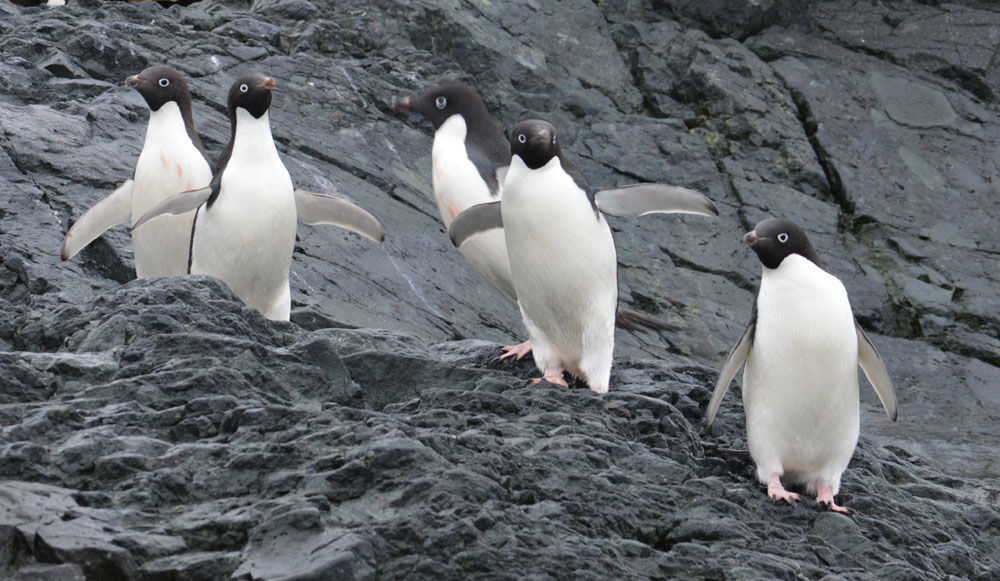
Pingüinos en la isla
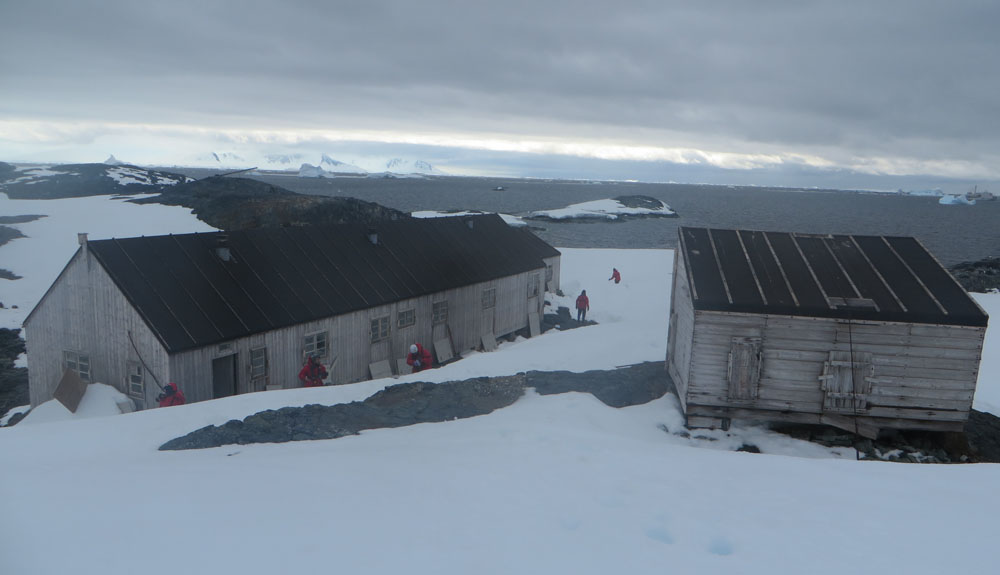
Estación W
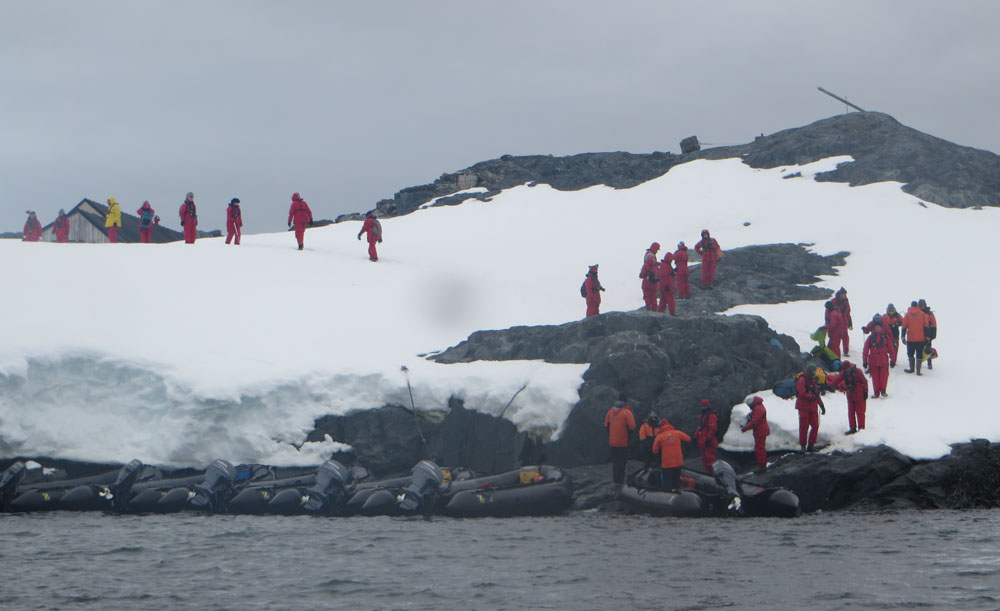
Turistas visitando la estación